# Драче (Яніна)
42°55′ пн. ш. 17°26′ сх. д. / 42.92° пн. ш. 17.44° сх. д.
Драче (хорв. Drače) — населений пункт у Хорватії, у Дубровницько-Неретванській жупанії у складі громади Яніна.

## Населення
Населення за даними перепису 2011 року становило 93 осіб.
Динаміка чисельності населення поселення: